# Rumenit
Rumenit – odmiana bursztynu. Cechuje się drobnymi pęknięciami, przeźroczystą strukturą, brunatno-czerwoną barwą, jedwabistym połyskiem (niektóre okazy przypominają masę perłową). Jest to jedna z cenniejszych odmian bursztynu. Wydobywana jest w Rumunii.